# Lijst van spelers van Borussia Dortmund
Deze lijst bevat voetballers die bij de Duitse voetbalclub Borussia Dortmund spelen of gespeeld hebben. De namen zijn alfabetisch gerangschikt.

## A
- Rüdiger Abramczik
- Klaus Ackermann
- Otto Addo
- Augustine Ahinful
- Mehmet Akgün
- Zlatan Alomerović
- Abdenour Amachaibou
- Martin Amedick
- Mustafa Amini
- Matthew Amoah
- Márcio Amoroso
- Ingo Anderbrügge
- Hans-Joachim Andree
- Marc Arnold
- Karl-Heinz Artmann
- Rudi Assauer
- Pierre-Emerick Aubameyang
- Ralf Augustin

## B
- Alexander Bade
- Bálint Bajner
- Marvin Bakalorz
- Edwin Bakine
- Manfred Balcerzak
- Maurice Banach
- Sergej Barbarez
- Lucas Barrios
- Karsten Baumann
- Klaus Beckfeld
- Rico Benatelli
- Sven Bender
- Wolfgang Berg
- André Bergdølmo
- Patrik Berger
- Magnús Bergs
- Eckhard Berlau-Kirschstein
- Theo Berning
- Horst Bertl
- Horst Bertram
- Harald Beyer
- Manfred Binz
- Uli Bittcher
- Leonardo Bittencourt
- Jakub Błaszczykowski
- Kevin-Prince Boateng
- Fredi Bobic
- Jürgen Boduszek
- Siegfried Bönighausen
- Scott Booth
- Terrence Boyd
- Helmut Bracht
- Karl Bracklow
- Klaus Brakelmann
- Günter Breitzke
- Marian Brezinski
- Willi Brock
- Karl-Heinz Brücken
- Franz Brungs
- Markus Brzenska
- Theo Bücker
- Delron Buckley
- Wilhelm Buddenberg
- Francis Bugri
- Manfred Burgsmüller
- Wilhelm Burgsmüller
- Vladimir But
- Roman Bürki

## C
- Nizamettin Çalışkan
- Conor Casey
- Júlio César
- Stéphane Chapuisat
- Hans Cieslarczyk
- Flávio Conceição
- Alexander Conrad
- Gerd Cyliax
- Peter Czernotzkya
- Gonzalo Castro Randon

## D
- Antônio da Silva
- Teddy de Beer
- Harry Decheiver
- Dedê
- Philipp Degen
- Guy Demel
- Heribert Demond
- Norbert Dickel
- Norbert Dörmann
- Werner Dreßel
- Martin Driller
- Marvin Ducksch
- Hans-Georg Dulz
- Julien Duranville
- Erik Durm

## E
- Atli Eðvaldsson
- Heinz-Werner Eggeling
- Christian Eggert
- Andy Egli
- Lothar Emmerich
- Peter Endrulat
- Herbert Erdmann
- Werner Erdmann
- Dietmar Erler
- Evanilson
- Ewerthon

## F
- Reinhard Fabisch
- Günther Falke
- Franz Farke
- Giovanni Federico
- Wolfgang Feiersinger
- Juan Fernández
- Markus Feulner
- Werner Fijalkowski
- Thorsten Fink
- Hans Flügel
- Johannes Focher
- Thomas Franck
- Herbert Frank
- Wolfgang Frank
- Peter Fraßmann
- Alexander Frei
- Horst Freund
- Steffen Freund
- Manuel Friedrich
- Torsten Frings

## G
- Salvatore Gambino
- Bashiru Gambo
- Lothar Geisler
- Kurt Geitz
- Dennis Gentenaar
- Rupert Gerl
- Lothar Geschwendt
- Ernst Geschwind
- Peter Geyer
- Daniel Ginczek
- Dieter Goldbach
- Daniel Gordon
- Sergey Gorlukovich
- Mario Götze
- Jürgen Grau
- Uwe Grauer
- Heinz-Dieter Greif
- Michael Griehsbach
- Helmut Grimm
- Friedhelm Groppe
- Kevin Großkreutz
- Klaus Grunendahl
- Cedric van der Gun
- İlkay Gündoğan
- Koray Günter
- Klaus Günther
- Tim Gutberlet

## H
- Andreas Hahn
- Tamás Hajnal
- Erwin Halfen
- Marcel Halstenberg
- Herbert Hammer
- Hans-Werner Hartl
- Thomas Häßler
- Thorgan Hazard
- Helmut Heeren
- Ferdinand Heidkamp
- Herbert Hein
- Jörg Heinrich
- Marc Heitmeier
- Sigfried Held
- Thomas Helmer
- Thomas Hengen
- Karl-Heinz Henke
- Heiko Herrlich
- Nico Hillenbrand
- Dirk Hofmann
- Jonas Hofmann
- Josef Hofmeister
- Walter Hohnhausen
- Jörg Heinrich
- Marc Heitmeier
- Paul Holz
- Wolfgang Homberg
- Jörg Horn
- Marc Hornschuh
- Marcel Höttecke
- Horst Hrubesch
- Lothar Huber
- Mats Hummels
- Uwe Hünemeier
- Dirk Hupe

## I
- Friedel Ibel
- Victor Ikpeba
- Eike Immel
- Ciro Immobile

## J
- Paul Janowski
- Adnan Januzaj
- Niclas Jensen
- Miloš Jojić

## K
- Shinji Kagawa
- Holger Kammann
- Sead Kapetanović
- Helmut Kapitulski
- Steffen Karl
- Edmund Kasperski
- Gerd Kasperski
- Sebastian Kehl
- Alfred Kelbassa
- Erdal Keser
- Oliver Kirch
- Jovan Kirovski
- Gerhard Kleppinger
- Diego Klimowicz
- Stefan Klos
- Bernd Klotz
- Herbert Knecht
- Benjamin Knoche
- Julian Koch
- Meinolf Koch
- Werner Köddermann
- Jürgen Kohler
- Alfred Kohlhäufl
- Patrick Kohlmann
- Jan Koller
- Timo Konietzka
- Harald Konopka
- Horst Koschmieder
- Paul Koschmieder
- Manfred Koslowski
- Erwin Kostedde
- Siegfried Köstler
- Robert Kovač
- Tadeusz Krafft
- Bernd Krauss
- Martin Kree
- Florian Kringe
- Wilhelm Kronsbein
- Emmanuel Krontiris
- Thomas Kroth
- Lukas Kruse
- Marc-André Kruska
- Christopher Kullmann
- Hans-Jürgen Kurrat
- Hoppy Kurrat
- Marco Kurz
- Günter Kutowski
- Heinrich Kwiatkowski

## L
- Paul Lambert
- Mitchell Langerak
- Philipp Laux
- Damien Le Tallec
- Leandro
- Lee Young-pyo
- Fritz Lehmann
- Jens Lehmann
- Moritz Leitner
- August Lenz
- Robert Lewandowski
- Stan Libuda
- Walter Liebich
- Georg Lindner
- Josef Linneweber
- Willi Lippens
- Ralf Loose
- Werner Lorant
- Chris Löwe
- Adolf Luckenbach
- Michael Lusch

## M
- Günter Mach
- Murdo MacLeod
- Ahmed Madouni
- Patricio Margetic
- Paul Marsiske
- Reinhold Mathes
- Björn Mehnert
- Bernd Meier
- Alfred Meisen
- Thomas Meißner
- Friedel Mensink
- Christoph Metzelder
- Malte Metzelder
- Thomas Meunier
- Detlef Meyer
- Friedhelm Meyer
- Herbert Meyer
- Rolf Meyer
- Max Michallek
- Hans Michel
- Uwe Michel
- Dieter Mietz
- Alfred Mikuda
- Willibald Mikulasch
- Frank Mill
- Henrich Mchitarjan
- Andreas Möller
- Lars Müller
- Willi Mumme

## N
- Christian Nerlinger
- Helmut Nerlinger
- Willi Neuberger
- Alfred Niepieklo
- Alfred Nijhuis
- Robert Nikolic
- Franck Njambe
- Christopher Nöthe

## O
- Udo Ockmann
- David Odonkor
- Sunday Oliseh
- Klaus Ondera
- Andreas Ortkemper
- Christof Osigus
- Heinz Otten
- Dietmar Otto
- Patrick Owomoyela
- Yasin Öztekin

## P
- Frank Pagelsdorf
- Karl-Heinz Pahlhammer
- Sokratis Papastathopoulos
- Wolfgang Paul
- / Jordi Paulina
- Gerhard Pawlowski
- Steinar Pedersen
- Gerd Peehs
- Ivan Perišić
- Ingo Peter
- Wolfgang Peters
- Mladen Petrić
- Manfred Pfeiffer
- Immanuel Pherai
- Steven Pienaar
- Sören Pirson
- Łukasz Piszczek
- Mario Plechaty
- Franz Podgorski
- Adolf Poltorak
- Gerhard Poschner
- Flemming Povlsen
- Adi Preißler
- Klaus Pritz
- Wolfgang Przygoda

## Q
- Peter Quallo

## R
- Marcel Răducanu
- Sascha Rammel
- Dimitar Rangelov
- Ulf Raschke
- Branko Rašović
- Michael Ratajczak
- Günther Rau
- Gerhard Reckels
- Theo Redder
- Siegfried Reich
- Giuseppe Reina
- Knut Reinhardt
- Udo Remmert
- Dieter Renfert
- Günther Reubert
- Marco Reus
- Stefan Reuter
- Lars Ricken
- Karl-Heinz Riedle
- Theodor Rieländer
- Frank Riethmann
- Manfred Ritschel
- Stephan Ritz
- Leonardo Rodriguez
- Gerd Roggensack
- Tomáš Rosický
- Oliver Roth
- Tom Rothe
- Heinrich Ruhmhofer
- Antonio Rukavina
- Matthias Ruländer
- Michael Rummenigge
- Norbert Runge
- Rolf Rüssmann
- Burghard Rylewicz
- Jürgen Rynio

## S
- Bajram Sadrijaj
- Mahir Sağlık
- Deniz Sahin
- Nuri Şahin
- Kurt Sahm
- Kosi Saka
- Bachirou Salou
- Matthias Sammer
- Herbert Sandmann
- Felipe Santana
- Marian Sarr
- Jörg Sauerland
- Ernst Savkovic
- Erich Schanko
- Fred Schaub
- Julian Schieber
- Hans-Gerd Schildt
- Elwin Schlebrowski
- Hartmut Schlegel
- Franz-Josef Schmedding
- Marcel Schmelzer
- Aki Schmidt
- Bodo Schmidt
- Helmut Schmidt
- René Schneider
- Wolfgang Schüler
- Michael Schulz
- Harald Schumacher
- Willi Schumacher
- Jürgen Schütz
- Friedhelm Schwarze
- Gerd Schweinsberg
- Burkhard Segler
- Oswald Semlits
- Sahr Senesie
- Alfons Sikora
- Heinz Simmer
- Daniel Simmes
- Lothar Sippel
- Joachim Siwek
- Euzebiusz Smolarek
- Lasse Sobiech
- Jürgen Sobieray
- Jan Derek Sørensen
- Rubén Sosa
- Paulo Sousa
- Adrian Spyrka
- Marcus Steegmann
- Ernst Steinforth
- Horst Steinkuhl
- Miroslav Stević
- Marco Stiepermann
- Bernd Storck
- Hermann Straschitz
- Stefan Strerath
- Mark Strudal
- Wilhelm Sturm
- Neven Subotić
- Walter Szaule

## T
- Ibrahim Tanko
- Franz-Josef Tenhagen
- Amand Theis
- Thiago
- Gerd Thiemann
- Rolf Thiemann
- Florian Thorwart
- Steffen Tigges
- Hans Tilkowski
- Christian Timm
- Tinga
- René Tretschok
- Horst Trimhold
- Hans-Jürgen Tschirna
- Sebastian Tyrała

## U
- Klaus Ullrich

## V
- Nelson Valdez
- Zoltán Varga
- Wolfgang Vöge
- Dennis Vogt
- Friedrich Vogt
- Josef Votava
- Mirko Votava
- Mario Vrančić
- David Vržogic

## W
- Rudolf Wabra
- Hans-Joachim Wagner
- Manfred Walz
- Guillaume Warmuz
- Jürgen Weber
- Jürgen Wegmann
- Roman Weidenfeller
- Dennis Weiland
- Jakob Wein
- Dieter Weinkauff
- Werner Weist
- Bernhard Wessel
- Erich Wieding
- Martin Wiercimok
- Ewald Wieschner
- Jürgen Wilhelm
- Torsten Wohlert
- Axel Witsel
- Egwin Wolf
- Carsten Wolters
- Christian Wörns
- Reinhold Wosab

## Y
- Mallam Yahaya

## Z
- Helmut Zatopek
- Nedijeljko Zelić
- Mohamed Zidan
- August Zideller
- Marc Ziegler
- Werner Zielasko
- Michael Zorc